# Герб Клина
Герб Клина — один из официальных символов города областного подчинения Клин и одноимённого городского округа Московской области. Впервые утверждён 20 декабря 1781 года, современный вариант — 30 марта 2007 года. Внесён в Государственный геральдический регистр Российской Федерации, регистрационный номер — 3148.

## Описание
Описание герба:

В серебряном поле почтальон, в червлёной рубахе, зелёной епанче и чёрной шляпе и сапогах, заносящий правой рукой хлыст того же цвета и скачущий на чёрном коне с червлёными глазами и языком, золотыми седлом и сбруей.
Герб городского округа Клин, в соответствии с Законами Московской области от 15 июля 2005 года № 183/2005-ОЗ «О гербе Московской области» и от 10 марта 2006 г. № 30/2006-ОЗ «О внесении изменений в Закон Московской области „О гербе Московской области“», может воспроизводиться в двух равнодопустимых версиях:
- без вольной части.
- с вольной частью — четырёхугольником, примыкающим к верхнему и правому краю щита с воспроизведёнными в нем фигурами герба Московской области[4].

Для обозначения административного статуса герб городского округа Клин в соответствии с протоколом заседания Геральдического совета при Президенте Российской Федерации от 23-24 марта 2005 года № 24 (пункт 8) может воспроизводиться со статусной короной установленного образца для городских округов.

## Обоснование символики
Герб городского округа Клин разработан на основе исторического герба уездного города Клина Московской губернии, высочайше утверждённого 16 марта 1883 года (по старому стилю). Использование исторического герба символизирует историческую преемственность поколений и бережное отношение к своему прошлому местных жителей.
Развитие города было определено тем, что на протяжении веков Клин была важным стратегическим пунктом на пути из Москвы в Великий Новгород. А указом от 25 января 1702 года Пётр I поверстал город, стоящий на большом сухопутном тракте между Москвой и Петербургом, в ямщину (жители города обязаны отправлять почтовую гоньбу), в городе был учреждён «почтовый ям».
Ямской промысел отложил отпечаток на характер развития местных ремёсел. Появился спрос на кожи, хомуты, дуги, колёса, сено, овёс, распространялось кузнецкое дело. Многие жители Клина занимались обслуживанием проезжающих: продавали необходимые в пути предметы. Город вытянулся вдоль тракта на Москву, стремясь обеспечить наилучший контакт с дорогой.
Статусная корона, украшенная поясом из каменьев, указывает на город как на бывшую столицу удельного княжества — вотчину Тверского князя Константина Михайловича (1306 — около 1346) и его сыновей.
Золото — символ богатства, стабильности, уважения и солнечного тепла.
Серебро — символ чистоты, совершенства, мира и взаимопонимания.
Красный цвет — символ мужества, силы, труда, красоты и праздника.
Зелёный цвет — символ природы, молодости, здоровья, жизненного роста.
Чёрный цвет — символ мудрости, скромности, вечности бытия.
Авторская группа: реконструкция герба — Константин Мочёнов (Химки), художник — Роберт Маланичев (Москва), компьютерный дизайн — Оксана Афанасьева (Москва), обоснование символики — Кирилл Переходенко (Конаково).

## История
Герб уездного города Клина утверждён 20 декабря 1781 года (ПСЗ, собр.1, т.21, №15304) вместе с другими гербами городов Московской губернии. Описание герба: «В верхней части щита герб Московский. В нижней — в белом поле, почтальон, скачущий верхом с рожком; в знак того, что сего города обыватели прежде были ямщики, отправляющие почты». На гербе города всадник был изображён в форме, установленной для почтальонов в ходе реформ Екатерины II: в кафтане (полагался быть красным с зелёными обшлагами), картузе (должен был быть зелёным) и с сигнальным рожком.
16 марта 1883 года был утверждён другой вариант герба Клина, разработанный Б.В. Кёне: «В серебряном щите скачущий почталион, в червлёной рубахе, зелёной епанче и чёрной шляпе и сапогах, на чёрном коне с червлёными глазами и языком, украшенном золотом седлом и сбруей. В вольной части — герб Московский. Щит увенчан серебряной башенной короною о трёх зубцах. За щитом два накрест положенных золотых молотка, соединённых Александровской лентою». Почтальон на гербе изображался не в форменной одежде, введённой при Екатерине II, а в некоей стилизации: красный кафтан стал «червлёной рубахой», сигнальный рожок сменила плетка, вместо зелёного картуза была «чёрная шляпа», и в придачу к этому добавился зелёный плащ-епанча. Обновлённый герб получил украшения щита, установленные в 1857 году новыми правилами российской геральдики. Сверху его венчала серебряная башенная корона о трёх зубцах», символ уездного города Российской империи, также герб украшала красная Александровская лента с двумя золотыми молотками — символ промышленного города. Герб Москвы сместился в «вольный» левый верхний угол щита. В самом первом описании клинского герба 1883 года не упоминается хлыст, однако он изображён на грамоте, подписанной императором Александром III, утверждающей герб Клина.
Современный герб города основан на гербе 1883 года и утверждён решением Совета депутатов городского поселения Клин №5/2 от 30 марта 2007 года как герб городского поселения Клин.

### Герб Клинского района
Герб Клинского района утверждён решением Совета депутатов Клинского района №3/26 От 25 ноября 1998 года и внесён в Государственный геральдический регистр под №332: «В серебряном поле скачущий по зелёной земле на чёрном коне, осёдланном и взнузданном также чёрным, человек в зелёной одежде и шапке и чёрных сапогах, трубящий в золотой почтовый рожок». Герб имел следующую символику: «За основу герба взят исторический герб города Клин, утверждённый 20 декабря 1781 года, без верхней части с изображением территориальной принадлежности к Московской губернии, что не соответствует современному административному статусу — ныне есть Московская область, у которой нет закона о гербе, регламентирующим его использование. Почтальон говорит об историческом прошлом города, когда здесь был один из важных почтовых ямов». Автор реконструкции герба — Константин Мочёнов, художник — Роберт Маланичев. Решением Совета депутатов Клинского района от 19 июня 2008 года №8/52 в Решение от 25 ноября 1998 года внесены изменения — в частности, после слова «Клинского» везде добавлено «муниципального». Сами символы при этом не менялись. В 2008 году герб Клинского района перерегистрирован в Государственном геральдическом регистре. В 2017 году Клинский район был преобразован в городской округ Клин. 12 марта 2018 года герб городского поселения Клин был признан гербом городского округа Клин.